# Alf Lindblad
Alf Lindblad (* 19. Februar 1914; † 18. Mai 1980) war ein finnischer Hindernisläufer.
Bei den Leichtathletik-Europameisterschaften 1938 gewann er Bronze über 3000 m Hindernis.
Seine Bestzeit in dieser Disziplin von 9:09,2 min stellte er am 6. August 1938 in Helsinki auf.